# علي محمدلو (غرمي)
علي محمدلو (بالإنجليزية: Ali Mohammadlu, Germi)‏ هي منطقة سكنية تقع في قسم بائين برزند الريفي في إيران. يقدر عدد سكانها بـ 76 نسمة .